# Zona di frattura di Mendocino

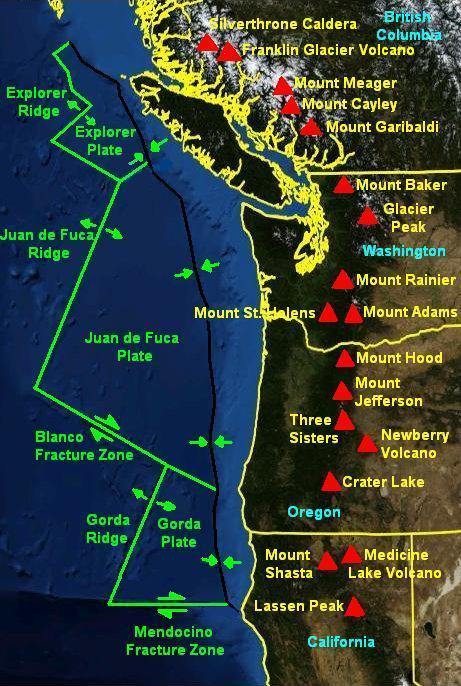
La zona di frattura di Mendocino fra la placca di Gorda e la placca pacifica.

Con l'espressione zona di frattura di Mendocino si indica sia una zona di frattura che la faglia trasforme a essa associata, situata al largo della costa di capo Mendocino, all'estremità settentrionale della California.

## Geografia
La faglia si estende verso ovest a partire da una tripla giunzione, la tripla giunzione di Mendocino, dove incontra la faglia di Sant'Andrea e la zona di subduzione della Cascadia, fino ad arrivare all'estremità meridionale della dorsale di Gorda. La formazione continua poi verso ovest per centinaia di chilometri oltre la sua giunzione con la sopracitata dorsale come zona di frattura inattiva.
Tecnicamente, una zona di frattura non è una faglia trasforme, ma nel caso della zona di frattura di Mendocino, l'espressione "zona di frattura" è spesso utilizzata in letteratura sia per indicare il segmento trasforme attivo a est della dorsale di Gorda, sia per indicare il segmento inattivo (la zona di frattura vera e propria) a ovest della stessa. Esiste comunque anche un ampio numero di sismologi che fanno riferimento ai due segmenti come faglia di Mendocino e zona di frattura di Mendocino.
La faglia trasforme segna il margine tra la placca pacifica, che si sta spostando verso nord-ovest, e la placca di Gorda, che si sta invece spostando verso est subducendo sotto la placca nordamericana proprio al largo di capo Mendocino. Dove la faglia incontra la fossa della zona di subduzione, incontra anche la faglia di Sant'Andrea, a formare, come detto, la tripla giunzione di Mendocino che, essendo il punto di incontro tra due faglie trasformi e una fossa oceanica e date le modalità con cui queste tre formazioni si incontrano, risulta essere una tripla giunzione instabile.
Studi relativi agli tsunami hanno portato a scoprire che l'energia concentrata attorno alla zona di frattura porta a un aumento dell'altezza delle onde nell'area di fronte a Crescent City, all'estremità settentrionale della California. Da notare che, per motivi puramente descrittivi, in tali studi ci si riferisce alla zona di frattura chiamandola "scarpata di Mendocino".

## Proseguimento continentale
Nel 1965, Robert W. Pease osservò che il particolare allineamento di una linea tettonica trasversale che si estende verso sud-est dal monte Lassen, un vulcano situato nella parte nord della California, e la depressione Walker, all'estremità settentrionale della faglia del lago Honey, suggeriva che essa fosse una volta il proseguimento continentale della zona di frattura di Mendocino, a est della tripla giunzione. La linea segna il confine tra le province geologiche dell'altopiano del Columbia e dell'altopiano Modoc, a ovest, e il Great Basin, a est e, al suo incontro con la faglia del lago Honey, essa si uniforma all'andamento verso nord-est attraversando l'angolo nordoccidentale del Nevada, dove si affianca alla depressione geologica che forma il deserto Black Rock.